# Jagiellońskie Centrum Innowacji
Jagiellońskie Centrum Innowacji Sp. z o.o. – spółka powołana w 2004 r. przez Uniwersytet Jagielloński w Krakowie w celu budowy i zarządzania infrastrukturą Life Science Parku, oraz zapewnienia szerokiego wachlarza usług dla przedsiębiorców i naukowców rozwijających nauki przyrodnicze.

## Laboratoria Jagiellońskiego Centrum Innowacji[2]
- Laboratorium Chromatografii i Spektrometrii Mas - realizuje usługi analityczne oraz doradcze w zakresie analizy jakościowej i ilościowej związków metodą chromatografii cieczowej (HPLC, UHPLC), chromatografii gazowej (GC i GC-MS) oraz chromatografii w stanie nadkrytycznym CO2 (SFC).
- Laboratorium NMR - oferuje usługi analityczne m.in. z zakresu: określania i potwierdzania struktury chemicznej związków organicznych, określania struktury przestrzennej i izomerii związków organicznych, potwierdzania tożsamości chemicznej próbek.
- Laboratorium Obrazowania - oferuje szeroką gamę usług z zakresu analizy powierzchniowej, opierającej się głównie na metodzie spektroskopii ramanowskiej oraz mikroskopii elektronowej.
- Laboratorium Mikrobiologiczne - diagnostyka mikrobiologiczna prowadzona jest metodą klasyczną (posiew na podłoże, hodowla, ocena mikroskopowa) oraz innowacyjną metodą diagnostyczną z wykorzystaniem spektrometrii mas typu MALDI TOF.

## Badania kosmetyków i produkcja kontraktowa
Jagiellońskie Centrum Innowacji oferuje także wsparcie w procesie produkcyjnym kosmetyków białych (od partii próbnej poprzez wdrożenie i produkcję). Ponadto, we własnym Laboratorium Kontroli Jakości oraz Laboratorium Mikrobiologii może przeprowadzić niezbędne badania, a następnie przygotować dokumentację produkcyjną.
Kosmetyki produkowane w Jagiellońskim Centrum Innowacji zawierają wodę o czystości farmaceutycznej, która również otrzymywana jest na terenie Life Science Parku.

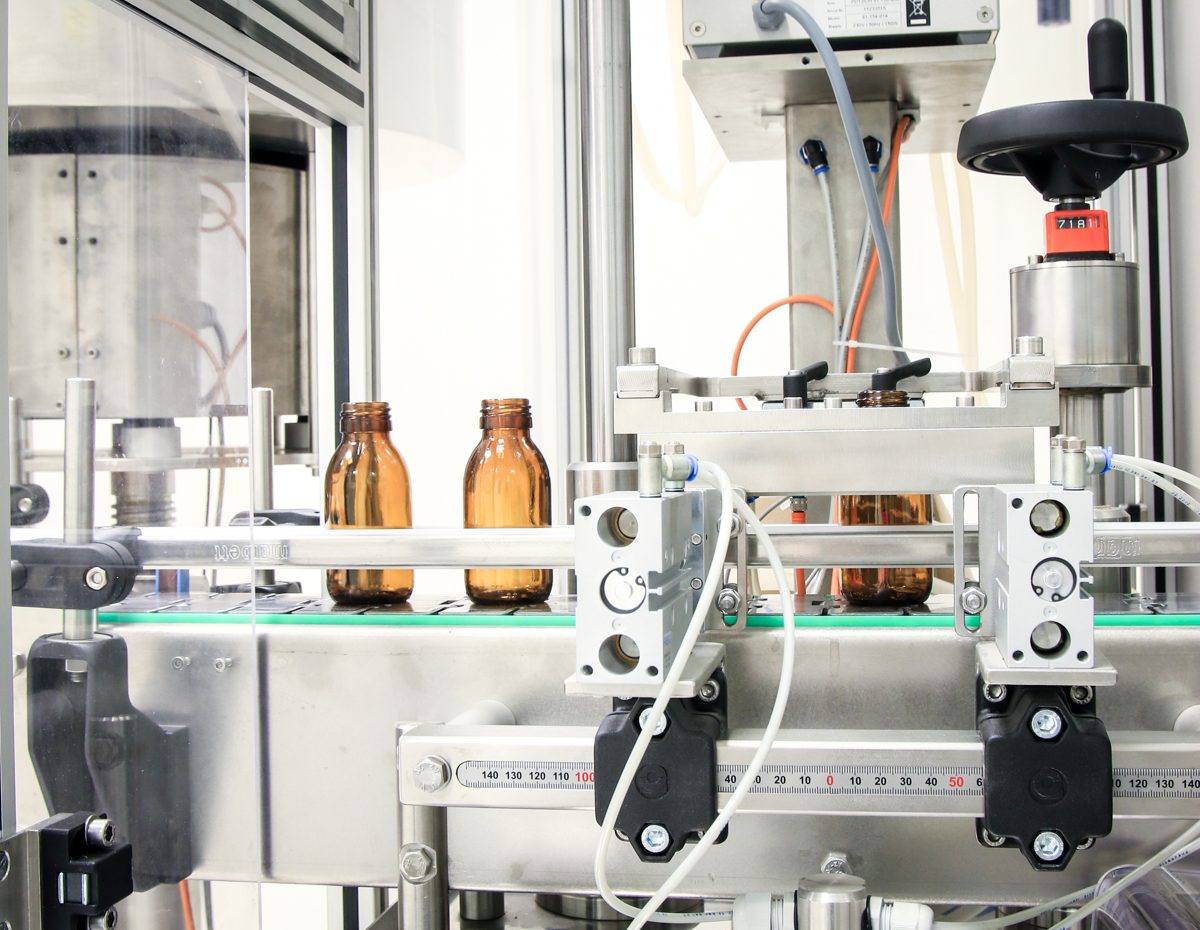
Linia do napełniania, zakręcania i etykietowania butelek
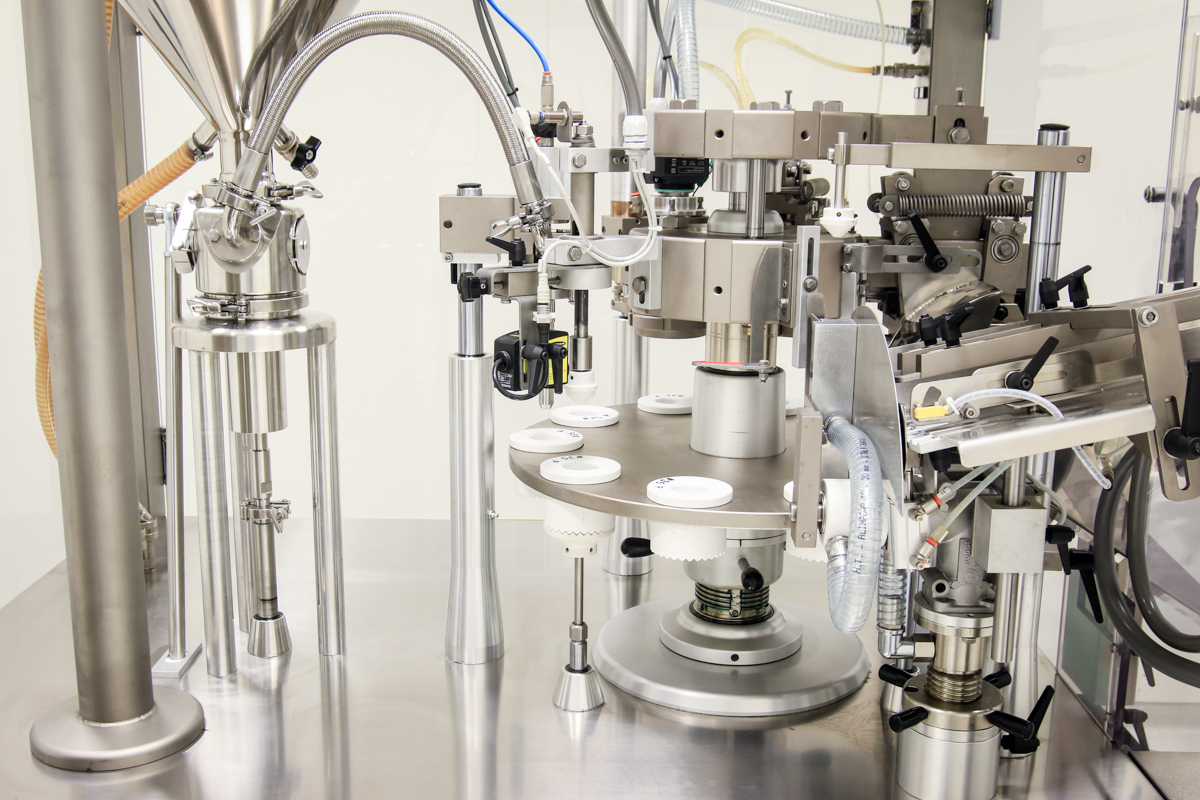
Automatyczna tubiarka

## Wyroby medyczne
Od 2021 roku Jagiellońskie Centrum Innowacji oferuje usługi w zakresie projektowania wyrobów medycznych klasy I i IIa, zgodnie z wdrożonymi certyfikowanymi normami PN-EN ISO 13485:2016 oraz PN-EN ISO 9001:2015. 

## Wynajem
W ofercie Jagiellońskiego Centrum Innowacji jest także wynajem powierzchni laboratoryjnych, wynajem sal konferencyjnych, gabinetów lekarskich i sal zabiegowych oraz specjalistycznego sprzętu laboratoryjnego. 